# José Fernando Cuadrado
José Fernando Cuadrado Romero (* 1. června 1985) je bývalý kolumbijský profesionální fotbalista, který hrál na pozici brankáře.

## Kariéra
V roce 2018 byl jmenován do 23členného kolumbijského týmu pro Mistrovství světa ve fotbale 2018 v Rusku.

## Statistiky

### Reprezentační
Platí k zápasu hranému 3. července 2018.
| Kolumbie | Kolumbie | Kolumbie |
| Rok      | Zápasy   | Góly     |
| -------- | -------- | -------- |
| 2017     | 1        | 0        |
| 2018     | 0        | 0        |
| Celkově  | 1        | 0        |

## Úspěchy
Deportivo Cali
- Copa Colombia: 2010

Deportivo Pasto
- Categoría Primera B: 2011